# 達米阿那
達米阿那（英語：Damiana，學名：Turnera diffusa、Turnera aphrodisiaca），又稱透納、特納，是一種灌木，它屬於西番蓮科，原產於美國德克薩斯州南部、中美洲的墨西哥、南美洲和加勒比海地區。
它是一種相對較小的灌木狀植物，花朵小而芳香。在初夏至夏季開花，所結之果實味道類似無花果。由於植物中存在揮發精油，故有類似洋甘菊的強而芬芳的香料味。

## 傳統使用
- 達米阿那是運用在傳統墨西哥利口酒的成份，有時在瑪格麗塔雞尾酒中代替橙皮甜酒[6]。
- 墨西哥民間聲稱它是瑪格麗塔雞尾酒最原始的原料。
- 達米阿那-瑪格麗塔雞尾酒在墨西哥的洛斯卡沃斯地區很受歡迎。[7]
- 達米阿那被列入19世紀的幾種專利藥物中，例如：Pemberton 的 French Wine Coca。[8]

## 膳食補充的運用
這種植物可以茶的方式使用：每杯使用一茶匙 ( 約 5 克 ) 粉末。將沸水倒入裝有草本粉末的杯中，讓其浸泡 10分鐘。（泡製完成，飲用前可適度添加甜味調味品）。傳統上每天使用 2-3次。
乾葉運用：傳統上使用 2-4 克乾葉，在 150 毫升沸水中 5-10 分鐘，每天使用 2-3 次。對於感受要求更大的使用者，多半都以 5~10克以上為主要使用範圍以 400 毫升熱水泡製，並泡製時間加長至 60分鐘以上，使其成份更能完整釋出，要求更完美的使用者，以熱水泡製過後，會再將過濾後的草本渣以酒精再泡製一次後，之後再將草本茶與草本酒互相混合，但使用量越多；泡製時間加長，都會使其苦味越重，通常可透過酸味、鹹味的調味品使其苦味變得更加適口。
「粉狀」或「膠囊」的形式因食用方便，在歐美流行充當食品及膳食補充品，每日兩次，每次 3至4克。佐以酸甜的飲品，可以消除其苦味，或撒於料理之上，其苦味又可襯托及增添料理的風味。

## 屬性
- 它具有提升性慾和催情的特性，由它的學名Turnera aphrodisiaca (aphrodisiaca 英文一詞是催情劑之義) 便可得知其催情作用。
- 是一種溫和的助排便劑，可用於治療由於胃腸肌肉所引起的便秘。[12]
- 神經系統的刺激物，類似於士的寧，但沒有毒性潛力。
- 它作用於脊柱中樞、刺激排尿、勃起和射精。[13]
- 它用於男性陽痿和女性性冷感，特別是如果是由於精神原因所導致的性冷感。
- 根據食用的劑量不同，它也是一種強效的抗抑鬱藥，有助於提升整體情緒，帶來一種幸福感。[14]
- 具有激素平衡特性。它用於幫助女性更年期常見的荷爾蒙失調。[15]
- 中樞神經系統抑制劑，以幫助中樞神經系統疾病，並改變和控制神經反應。[12]
- 具有利尿和防腐性能，並已被用作尿道感染（如膀胱和輸尿管炎症）的草藥治療。這種效果部分是由於植物中發現的熊果苷物質，它在輸尿管中轉化為對苯二酚（一種強效的防腐劑）。在熊果（Arctostaphylos uva-ursi）等許多其他植物中也發現了熊果苷。[12]

## 「可能」的副作用和相互作用
- 確實有傳統作為流產的使用背景，因此建議 "孕婦應該避免使用"。
- 對兒童的安全性尚未經過測試，因此兒童應該避免使用。
- 確實具有 "輕微的降血糖" 作用，因此，"糖尿病藥物治療" 或 "低血糖患者" 必須謹慎使用這種植物。
- 它可能會 "干擾人體對鐵的吸收" ，因此應該在這種使用時注意鐵的水平。[11]